# В память о революции 1905 года
«В память о революции 1905 года» — памятник в Таганроге. Расположен на пересечении Заводской улицы и улицы им. П. Е. Осипенко. Памятник истории, внесённый в реестр «Объекты культурного наследия РФ».

## Памятник
Памятник представляет собой установленную на невысоком каменном постаменте клеть старинного трубопрокатного агрегата. На этой клети расположена мемориальная доска с надписью: «Здесь 17 декабря 1905 года произошло вооружённое столкновение рабочих металлургического и котельного заводов с полицией».

## История
Памятник был торжественно открыт 30 декабря 1926 года. На нём была расположена мемориальная доска с текстом: «Мемориальная доска в память боёв таганрогского пролетариата с контрреволюцией в Таганроге 30 (17) января 1918 года». Эта доска была снята в период оккупации Таганрога (1941—1943). После освобождения города была установлена новая доска, но уже с текстом о событиях 1905 года.
Решением Малого Совета облсовета № 301 от 18 ноября 1992 года памятнику «В память о революции 1905 года» был присвоен статус Памятника истории под названием «Место столкновения рабочих металлургического и котельного заводов с полицией». В реестре объектов культурного наследия РФ памятник зарегистрирован под номером 6101167000.